# HMS Inflexible (1907)
HMS Inflexible là một tàu chiến-tuần dương thuộc lớp Invincible của Hải quân Hoàng gia Anh Quốc, được chế tạo trước Chiến tranh Thế giới thứ nhất và đã hoạt động tích cực trong cuộc chiến này. Nó đã cố gắng săn đuổi chiếc tàu chiến - tuần dương Goeben và chiếc tàu tuần dương hạng nhẹ Breslau của Đức tại Địa Trung Hải khi chiến tranh bùng nổ; rồi đã cùng với tàu chị em Invincible đánh chìm các tàu tuần dương bọc thép Scharnhorst và Gneisenau trong trận chiến quần đảo Falkland. Inflexible cũng tham gia bắn phá các pháo đài của Thổ Nhĩ Kỳ tại Dardanelles vào năm 1915, nhưng bị hư hại do hỏa lực bắn trả và trúng phải một quả thủy lôi trong khi cơ động. Chiếc tàu bị buộc phải mắc cạn để tránh bị chìm, được sửa chữa tạm tại Malta và sửa chữa hoàn chỉnh tại Gibraltar. Được chuyển sang Hạm đội Grand sau đó, chiếc tàu này đã gây hư hại cho chiếc tàu chiến-tuần dương Đức Lützow trong trận Jutland và chứng kiến chiếc tàu Invincible nổ tung và chìm. Sau chiến tranh, tàu bị xem là đã lạc hậu và bị bán để tháo dỡ vào năm 1921.

## Thiết kế
Những chiếc trong lớp Invincible chính thức được biết đến như những tàu tuần dương bọc thép cho đến năm 1911 khi chúng được xếp lớp lại như những tàu chiến-tuần dương theo một quyết định của Bộ Hải quân vào ngày 24 tháng 11 năm 1911. Cho đến lúc đó, một số tên gọi không chính thức được sử dụng, như là tàu tuần dương-thiết giáp (cruiser-battleship), tàu tuần dương dreadnought (dreadnought cruiser) hay tàu tuần dương-chiến trận (battle-cruiser).

### Các đặc tính chung
Inflexible lớn hơn đáng kể so với những chiếc tàu tuần dương bọc thép thuộc lớp Minotaur dẫn trước. Nó có chiều dài chung 567 ft (172,8 m), mạn thuyền rộng 78,5 ft (23,9 m), và độ sâu của mớn nước là 30 ft (9,1 m) khi đầy tải nặng. Con tàu có trọng lượng choán nước là 17.290 tấn Anh (17.570 t), và lên đến 20.700 tấn Anh (21.000 t) khi đầy tải nặng, hơn 3.000 tấn Anh (3.000 t) so với các con tàu trước đó.

### Động lực
Inflexible có hai bộ turbine Parsons dẫn động trực tiếp đặt trong các phòng động cơ riêng biệt. Mỗi bộ bao gồm một turbine áp lực cao phía trước và phía sau dẫn động trục phía ngoài, cùng một turbine áp lực thấp phía trước và phía sau dẫn động trục phía trong. Một turbine chạy đường trường cũng được nối vào mỗi trục phía trong, cho dù chúng ít khi được sử dụng và cuối cùng được tách rời. Trục phía trong dẫn động một chân vịt ba cánh đường kính 10 foot 6 inch (3,20 m), trong khi chân vịt của trục phía ngoài có đường kính 9 foot 6 inch (2,90 m). Các turbine được cung cấp hơi nước bởi 31 nồi hơi ống nước Yarrow bố trí trong bốn phòng nồi hơi, và được thiết kế để cung cấp một công suất tổng cộng 41.000 mã lực càng (31.000 kW), nhưng đã đạt đến gần 47.000 shp (35.000 kW) trong các cuộc chạy thử máy vào năm 1908. Tốc độ thiết kế là 25 hải lý trên giờ (46 km/h), nhưng đã đạt đến 26,48 hải lý trên giờ (49 km/h) khi chạy thử máy. Con tàu chị em với nó Indomitable đã duy trì được một tốc độ trung bình 25,3 hải lý trên giờ (47 km/h) trong ba ngày trong một chuyến đi vượt Đại Tây Dương vào tháng 8 năm 1908.
Inflexible mang theo tối đa 3.084 tấn Anh (3.133 t) than, và thêm 725 tấn Anh (737 t) dầu đốt để phun vào than nhằm gia tăng tốc độ cháy. Ở trữ lượng nhiên liệu tối đa, tầm xa hoạt động của nó là 3.090 hải lý (5.720 km) ở tốc độ 10 hải lý trên giờ (12 mph; 19 km/h).

### Vũ khí
Inflexible mang theo tám khẩu pháo BL 12 in (300 mm) Mark X đặt trên bốn tháp pháo nòng đôi vận hành bằng thủy lực. Dàn pháo hạng hai bao gồm mười sáu khẩu QF 4 in (102 mm) Mk III, được bố trí trên cấu trúc thượng tầng và trên nóc các tháp pháo trên các bệ mở. Trong đợt tái trang bị vào năm 1915, các khẩu trên nóc tháp pháo được chuyển sang cấu trúc thượng tầng, và số lượng bị giảm còn mười hai khẩu; tất cả các khẩu pháo còn lại được đặt trong các tháp pháo ụ và được bổ sung các bệ chắn nhằm bảo vệ các pháo thủ khỏi thời tiết hay hoạt động của đối phương. Các khẩu pháo này được thay bằng mười hai khẩu BL 4 in (102 mm) MK IX trên các bệ CPI vào năm 1917.
Vũ khí phòng không của nó bao gồm một khẩu QF 3 inch 20 cwt duy nhất trên bệ MkII góc cao bố trí ở đầu cuối của cấu trúc thượng tầng, được trang bị từ tháng 7 năm 1915. Một khẩu pháo Hotchkiss 3-pounder trên bệ Mk Ic góc cao với góc nâng tối đa 60 °Cũng được trang bị vào tháng 11 năm 1914 và được sử dụng cho đến tháng 8 năm 1917. Sau này một khẩu BL 4 in (102 mm) MK VII được bổ sung cho Inflexible vào tháng 4 năm 1917 như là vũ khí phòng không; nó được bố trí trên bệ Mk II góc cao với góc nâng tối đa lên đến 60°. Năm ống phóng ngư lôi ngầm 17,7 inch (450 mm) được trang bị cho Inflexible, gồm hai ống mỗi bên mạn và một ống phía đuôi, và nó mang theo 14 quả ngư lôi.

### Vỏ giáp
Vỏ giáp bảo vệ của Inflexible mạnh hơn đáng kể so với những chiếc tàu tuần dương lớp Minotaur. Đai giáp chính ở mực nước dày đến 6 inch (152 mm) ở khoảng giữa tàu giữa các tháp pháo 12 inch phía mũi và phía đuôi, nhưng được vuốt mỏng còn 4 inch (102 mm) từ tháp pháo phía trước đến mũi, nhưng không kéo dài quá tháp pháo đuôi. Tháp pháo và bệ tháp pháo được bảo vệ bởi lớp giáp dày 7 in (178 mm), ngoại trừ nóc tháp pháo sử dụng vỏ giáp Krupp KNC dày 3 inch (76 mm). Độ dày vỏ giáp cho sàn tàu chính dày 1–2 in (25–51 mm), và của sàn dưới là 1,5–2,5 in (38–64 mm). Vách ngăn chống ngư lôi bằng thép carbon dày 2,5 inch (64 mm) được đặt ngang các hầm đạn và phòng đạn pháo.
Kinh nghiệm trong chiến tranh bộc lộ qua trận Jutland cho thấy sự mong manh của nó đối với đạn pháo bắn tới. Vì vậy vỏ giáp bổ sung được tăng cường cho khu vực hầm đạn và nóc tháp pháo. Độ dày chính xác không được nói đến, nhưng rất có thể trọng lượng tổng cộng không vượt quá 100 tấn Anh (102 t).

## Chế tạo
Inflexible được phê chuẩn trong Chương trình Chế tạo Hải quân 1905, và được đóng tại xưởng tàu của hãng John Brown & Company ở Clyde. Nó được đặt lườn vào ngày 5 tháng 2 năm 1906, hạ thủy vào ngày 26 tháng 6 năm 1907 và đưa ra hoạt động cùng hạm đội vào ngày 20 tháng 10 năm 1908.

## Lịch sử hoạt động

### Các hoạt động ban đầu
Khi được đưa vào hoạt động, Inflexible được phân về Đội Nore thuộc Hạm đội Nhà. Nó tạm thời phục vụ như là soái hạm của Thủy sư Đô đốc Sir Edward Hobart Seymour trong thời gian tại New York tham gia Kỷ niệm Hudson-Fulton Celebration vào tháng 9 năm 1909. Vào ngày 26 tháng 5 năm 1911, nó mắc tai nạn va chạm với thiết giáp hạm Bellerophon làm hư hại mũi tàu. Inflexible được tái trang bị vào tháng 10–tháng 11 năm 1911, khi ống khói phía trước được kéo dài thêm 6 foot (1,8 m) nhằm giảm lượng khói che khuất tầm nhìn từ cầu tàu.

### Săn đuổiGoebenvàBreslau
Khi Chiến tranh Thế giới thứ nhất bùng nổ, Inflexible đang đảm nhiệm vai trò soái hạm của Hạm đội Địa Trung Hải. Được chiếc tàu chiến-tuần dương chị em Indomitable và chiếc Indefatigable tháp tùng, và dưới quyền chỉ huy của Đô đốc Archibald Berkeley Milne, nó đã đụng độ với chiếc tàu chiến-tuần dương Goeben và tàu tuần dương hạng nhẹ Breslau của Đức vào sáng ngày 4 tháng 8 năm 1914, vốn đang hướng về phía Đông sau một đợt bắn phá qua loa cảng Philippeville ở Algérie thuộc Pháp; nhưng khi đó Anh chưa chính thức ở trong tình trạng chiến tranh với Đức, nên Milne chỉ dõi theo các con tàu Đức lúc chúng quay trở lại Messina để tiếp than. Cả ba chiếc tàu chiến-tuần dương đều gặp trục trặc về nồi hơi, và Goeben cùng Breslau đã có thể thoát được sự bám đuổi và đến được Messina vào sáng ngày 5 tháng 8. Vào lúc này chiến tranh đã được tuyên bố sau khi Đức xâm chiếm Bỉ, nhưng một mệnh lệnh của Bộ Hải quân chỉ thị phải tôn trọng sự trung lập của Ý và ở bên ngoài giới hạn sáu dặm (10 km) từ bờ biển Ý đã loại trừ việc tiến vào lối băng qua eo biển Messina, nơi chúng có thể trực tiếp quan sát cảng. Vì vậy Milne bố trí Inflexible và Indefatigable ở lối ra vào phía Bắc của eo biển Messina, nghĩ rằng lực lượng Đức sẽ thoát ra về phía Tây nơi chúng có thể tấn công các tàu vận chuyển binh lính Pháp, chỉ đặt tàu tuần dương hạng nhẹ Gloucester canh chừng ở lối ra vào phía Nam; đồng thời gửi Indomitable đi tiếp than tại Bizerte, nơi nó có thể bố trí tốt hơn nhằm đáp trả nếu như các tàu Đức tiến vào khu vực Tây Địa Trung Hải.
Lực lượng Đức khởi hành từ Messina vào ngày 6 tháng 8 hướng sang phía Đông về phía Constantinopolis, có Gloucester bám theo. Vẫn dự đoán rằng Chuẩn Đô đốc Wilhelm Souchon sẽ quay mũi sang phía Tây, Milne giữ các tàu chiến-tuần dương ở lại Malta cho đến sau nữa đêm ngày 8 tháng 8, khi ông lên đường hướng đến mũi Matapan, nơi Goeben bị phát hiện tám giờ trước đó, với một tốc độ nhàn nhã 12 hải lý trên giờ (22 km/h). Đến 14 giờ 30 phút, ông nhận được một thông báo sai lầm từ Bộ Hải quân rằng Anh đã trong tình trạng chiến tranh với Áo-Hung, thực ra chiến tranh chỉ được chính thức tuyên bố vào ngày 12 tháng 8 và chỉ thị bị hủy bỏ bốn giờ sau đó, nhưng Milne vẫn giữ lại mệnh lệnh canh chừng biển Adriatic đề phòng lực lượng Áo thoát ra hơn là truy tìm Goeben. Cuối cùng vào ngày 9 tháng 8, Milne nhận được mệnh lệnh rõ ràng "Truy đuổi Goeben đã vượt qua mũi Matapan vào ngày 7 tháng 8 theo hướng Đông Bắc." Milne vẫn không tin là Souchon hướng đến eo biển Dardanelles, nên ông kiên quyết canh phòng lối ra vào biển Aegean, không biết rằng Goeben không có ý định vượt ra ngoài. Indomitable tiếp tục ở lại Địa Trung Hải để phong tỏa eo biển Dardanelles, còn Inflexible được lệnh quay trở về nhà vào ngày 18 tháng 8.

### Trận Falkland
Hải đội Tây Ấn của Anh dưới quyền chỉ huy của Chuẩn đô đốc Christopher Cradock đã bị Hải đội Đông Á Đức Quốc do Đô đốc Maximilian von Spee chỉ huy đánh bại trong trận Coronel tại Chile vào ngày 1 tháng 11 năm 1914. Để đối phó, Bộ Hải quân Anh ra lệnh gửi một hải đội để tiêu diệt lực lượng Đức. Hải đội này, dưới quyền chỉ huy của Đô đốc Sir Doveton Sturdee, bao gồm Invincible (soái hạm) và Inflexible. Chúng khởi hành vào ngày 11 tháng 11, gặp gỡ nhiều tàu tuần dương khác dưới quyền Chuẩn đô đốc Stoddard tại Abrolhos Rocks, ngoài khơi bờ biển Brasil vào ngày 26 tháng 11. Chúng lên đường ngay ngày hôm sau, đi đến Cảng Stanley vào sáng ngày 7 tháng 12.
Thực hiện một chuyến đi nhàn nhã quay trở lại Đại Tây Dương, Đô đốc Spee muốn tiêu diệt trạm vô tuyến tại Cảng Stanley, nên đã gửi tàu tuần dương bọc thép Gneisenau và tàu tuần dương hạng nhẹ Nürnberg đi trinh sát sự hiện diện của mọi con tàu Anh trong cảng vào sáng ngày 8 tháng 12. Chúng bị phát hiện lúc 07 giờ 30 phút, mặc dù chiếc thiết giáp hạm tiền-dreadnought Canopus được cho mắc cạn tại Cảng Stanley để bảo vệ thị trấn và trạm vô tuyến đã không nhận được tín hiệu báo động cho đến 07 giờ 45 phút. Việc này cũng không ảnh hưởng nhiều vì Đô đốc Sturdee không nghĩ đến một cuộc đụng độ sớm và đa số các con tàu của ông đang được tiếp than. Hơn nữa tàu tuần dương bọc thép Cornwall và tàu tuần dương hạng nhẹ Bristol đang được sửa chữa một hoặc cả hai động cơ. Chiếc tàu buôn tuần dương vũ trang Macedonian đang tuần tra ở lối ra vào phía ngoài cảng trong khi tàu tuần dương bọc thép Kent đang thả neo phía bên ngoài cảng, dự định sẽ thay phiên cho Macedonian lúc 08 giờ 00. Phía Đức cũng không dự liệu có sự kháng cự, và loạt đạn pháo đầu tiên của Canopus lúc 09 giờ 20 phút đã khiến Gneisenau và Nürnberg hủy bỏ kế hoạch bắn phá trạm vô tuyến để quay trở về lực lượng chính của Spee.
Các con tàu của Đô đốc Sturdee chỉ khởi hành rời khỏi cảng lúc 09 giờ 50 phút, nhưng chúng đã có thể trông thấy các con tàu Đức đang rút lui trên đường chân trời phía Tây Nam. Những chiếc lớp Invincible vừa được đại tu trong ụ tàu có một ưu thế 5 hải lý trên giờ (5,8 mph; 9,3 km/h) nhanh hơn so những con tàu của Spee, vốn có đáy tàu bị hà bám nên tốc độ bị giới hạn chỉ đạt tối đa 20 hải lý trên giờ (23 mph; 37 km/h). Tàu tuần dương hạng nhẹ Leipzig bị tụt lại phía sau các con tàu khác, và Inflexible nổ súng vào nó khi khoảng cách rút ngắn còn 17.500 thước Anh (16,0 km) lúc 12 giờ 55 phút. Invincible khai hỏa không lâu sau đó, và cả hai con tàu bắt đầu bắn phá Leipzig khi khoảng cách bị rút ngắn xuống còn 13.000 thước Anh (12 km). Đến 13 giờ 20 phút, Spee ra lệnh cho hải đội của mình tách ra, các tàu tuần dương hạng nhẹ quay về hướng Tây Nam trong khi các tàu tuần dương bọc thép quay mũi sang hướng Đông Bắc hỗ trợ cho cuộc rút lui. Các con tàu Đức khai hỏa lúc 13 giờ 30 phút và ghi được phát bắn trúng đầu tiên lúc 13 giờ 44 phút, khi Scharnhorst bắn trúng Invincible, cho dù quả đạn pháo nổ vô hại bên trên đai giáp. Cả hai phía trao đổi hỏa lực pháo với tốc độ nhanh trong nữa giờ đầu của trận chiến cho đến khi Sturdee gia tăng khoảng cách lên đôi chút nhằm đưa các con tàu của mình ra khỏi tầm đạn pháo hiệu quả của Đức. Hỏa lực pháo của phía Anh tỏ ra rất kém vào giai đoạn này, chỉ bắn trúng bốn phát trong tổng số 210 quả đạn pháo bắn ra. Nguyên nhân chủ yếu là do khói của đạn pháo và từ các ống khói vì phía Anh ở dưới hướng gió của phía Đức;

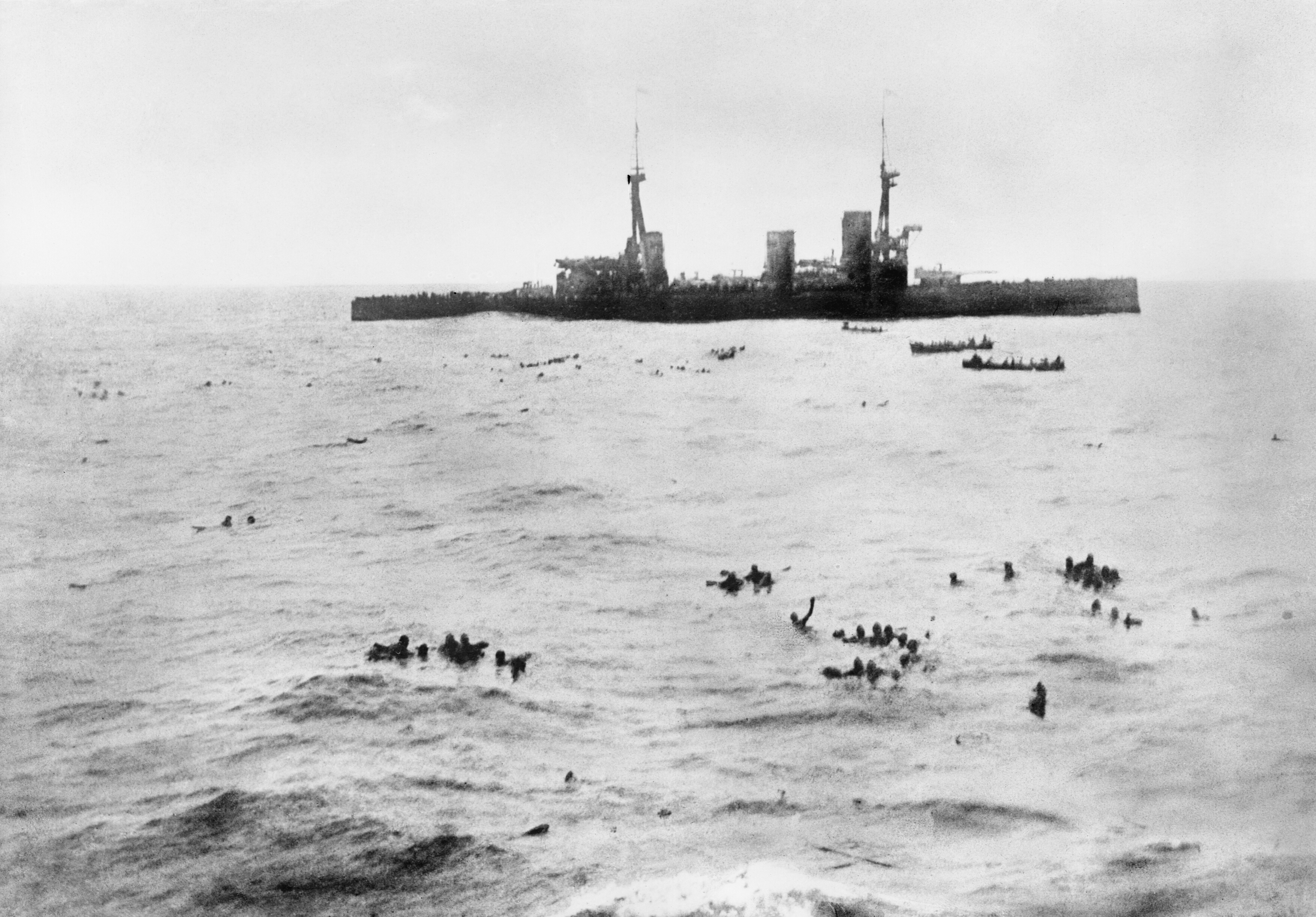
Inflexible đang cứu vớt những người sống sót từ chiếc Gneisenau

Spee ra lệnh quay mũi về phía Nam với hy vọng tách khỏi trận chiến trong khi tầm nhìn của lực lượng Anh bị che khuất, nhưng chỉ có thể tăng khoảng cách lên 17.000 thước Anh (16 km) trước khi phía Anh phát hiện sự đổi hướng. Việc này trở nên vô ích khi các tàu chiến-tuần dương Anh đuổi theo với tốc độ 24 hải lý trên giờ (28 mph; 44 km/h); và sau 40 phút phía Anh lại nổ súng ở khoảng cách 15.000 thước Anh (14 km). Tám phút sau đó Spee lại đổi hướng về phía Đông; chiến thuật của ông lần này là thu ngắn khoảng cách với các tàu chiến Anh để đưa các khẩu pháo hạng hai 15 cm (5,9 in) vào chiến đấu. Lần này ông đã thành công, và các khẩu pháo 15 cm có thể khai hỏa lúc 15 giờ 00 ở góc nâng tối đa. Vào lúc này khói ảnh hưởng cho cả hai phía, dù vậy đã có nhiều phát bắn trúng. Những phát bắn trúng từ phía Đức đã không nổ hoặc chỉ trúng vào khu vực không quan trọng. Ngược lại phòng động cơ bên mạn phải của Geneisenau bị loại khỏi vòng chiến. Đến 15 giờ 15 phút, Sturdee ra lệnh cho các con tàu dưới quyền quay mũi nhằm chiếm lấy ưu thế trên gió. Spee đổi sang hướng Tây Bắc, dường như là muốn cắt ngang chữ T lực lượng Anh, nhưng thực ra là muốn đưa các khẩu pháo bên mạn phải không bị hư hại của Scharnhorst vào hoạt động vì đa số các khẩu pháo bên mạn trái đã bị loại khỏi vòng chiến. Phía Anh tiếp tục bắn trúng Scharnhorst và Gneisenau một cách đều đặn vào lúc này, và Scharnhorst ngừng bắn lúc 16 giờ 00 trước khi bị lật úp lúc 16 giờ 17 phút mà không có người nào sống sót. Gneisenau đã bị chậm lại trước đó do hư hại, và nó tiếp tục bị Inflexible và Invincible bắn phá trong một giờ rưỡi tiếp theo ở khoảng cách được rút ngắn xuống còn 4.000 thước Anh (3,7 km). Cho dù bị hư hại, thủy thủ đoàn của nó vẫn tiếp tục bắn trả cho đến khi nó ngừng bắn lúc 16 giờ 47 phút. Sturdee đã sắp đưa ra lệnh ngừng bắn lúc 17 giờ 15 phút khi Gneisenau lại bắn phát đạn pháo sau cùng. Phía Anh tiếp tục dội pháo vào nó cho đến 17 giờ 50 phút, sau khi thuyền trưởng của nó ra lệnh đánh đắm tàu lúc 17 giờ 40 phút. Gneisenau từ từ lật úp lúc 18 giờ 00; phía Anh chỉ cứu được 176 người. Inflexible đã bắn tổng cộng 661 quả đạn pháo 12 inch trong suốt trận chiến, và chỉ bị đánh trúng ba lần do thường xuyên bị khói của Invincible che khuất. Trên các chiếc tàu chiến-tuần dương chỉ có một người thiệt mạng và năm người bị thương trong trận đánh.

### Chiến dịch Dardanelles
Sau trận chiến quần đảo Falkland, Inflexible được sửa chữa và tái trang bị tại Gibraltar. Nó đi đến Dardanelles vào ngày 24 tháng 1 năm 1915 để thay phiên cho Indefatigable trong vai trò soái hạm của Hạm đội Địa Trung Hải. Nó đã mở màn cho trận Gallipoli khi tiến hành bắn phá các pháo đài Thổ Nhĩ Kỳ vào ngày 19 tháng 2 nhưng không mấy hiệu quả, rồi một lần nữa vào ngày 15 tháng 3 cũng không mang lại kết quả. Nó nằm trong thành phần hàng tàu chiến Anh vào ngày 18 tháng 3 tìm cách áp chế các khẩu pháo Thổ Nhĩ Kỳ để quét sạch các bãi mìn. Hỏa lực bắn trả của đối phương khá mạnh và Inflexible bị bắn trúng một số lần. Một quả đạn pháo 15 cm (5,9 in) bắn trúng đã làm hỏng khẩu pháo bên trái của tháp pháo ‘P’; một đạn pháo 105 mm (4,1 in) bắn trúng sân trên cấu trúc thượng tầng làm thiệt mạng mọi người quanh đó; một đạn pháo hạng nặng không rõ kích cỡ bắn trúng mạn trái dưới mực nước nhưng chỉ làm hỏng nhẹ lườn tàu. Một quả đạn pháo 240 mm (9,4 in) bắn trúng cột ăn-ten trước ngang với cầu tàu treo cờ hiệu khiến khoang của hoa tiêu bốc cháy; cú đánh trúng làm hỏng mọi dây cáp và ống truyền âm bố trí dọc theo cột ăn-ten đi đến phòng điều khiển hỏa lực. Khói bốc lên từ đám cháy gây nghẹt thở những người bị thương, nên nó buộc phải rút lui để quay mũi sang hướng gió và dập tắt được đám cháy.
Nó quay trở lại để tiếp tục đối đầu với các pháo đài Thổ Nhĩ Kỳ, một lần nữa bị đánh trúng nhưng ít thiệt hại. Sau đó, trong khi quay mũi trong vịnh Eren Keui, nó bị hư hại nặng do trúng phải một quả thủy lôi, có thể có kích cỡ khoảng 100 kg (220 lb), làm thủng một lỗ lớn phía mũi bên mạn phải, khiến ngập nước khoang chứa ngư lôi phía trước và tổn thất 39 người do ngập nước. Nó bị buộc phải cho mắc cạn tại đảo Bozcaada (Tenedos) nhằm tránh bị chìm, vì nó bị tràn khoảng 1.600 tấn Anh (1.600 t) nước, rồi được sửa chữa tạm thời với một tấm thép kín nước hàn vào lỗ thủng rộng 30 nhân 26 foot (9,1 m × 7,9 m). Nó khởi hành đi Malta vào ngày 6 tháng 4 dưới sự hộ tống của Canopus và Talbot. Nó suýt bị đắm khi tấm thép kín nước bị boong ra do thời tiết xấu trên đường đi, và phải được Canopus kéo đi bằng đuôi trước trong sáu giờ lúc mà tấm thép kín nước được sửa chữa. Nó được sửa chữa tại Malta cho đến đầu tháng 6, trước khi lên đường quay trở về nhà. Nó về đến Anh Quốc vào ngày 19 tháng 6, nơi nó gia nhập Hải đội Tàu chiến-Tuần dương 3 thuộc Hạm đội Grand dưới quyền chỉ huy của Chuẩn đô đốc Sir Horace Hood.

### Trận Jutland
Vào cuối tháng 5 năm 1916, Hải đội Tàu chiến-Tuần dương 3 tạm thời được phân về Hạm đội Grand để thực tập tác xạ. Vảo ngày 30 tháng 5, toàn bộ Hạm đội Grand cùng với các tàu chiến-tuần dương của Đô đốc Beatty được lệnh ra khơi chuẩn bị đối phó lại một cuộc tấn công của Hạm đội Biển khơi Đức. Để hỗ trợ cho Đô đốc Beatty, Chuẩn đô đốc Hood đưa ba tàu chiến-tuần dương của mình đi trước Hạm đội Grand. Lúc khoảng 14 giờ 30 phút, Invincible bắt được bức điện vô tuyến từ tàu tuần dương hạng nhẹ Galatea phối thuộc cho Lực lượng Tàu chiến-Tuần dương của Beatty báo cáo trông thấy hai tàu tuần dương đối phương; điều này được khẳng định bởi các báo cáo khác về bảy tàu chiến đối phương đang hướng lên phía Bắc. Hood nhận định đây là một nỗ lực nhằm thoát ra qua hướng Skagerrak, nên vào lúc 15 giờ 11 phút đã ra lệnh tăng tốc độ lên 22 kn (41 km/h) hướng về phía Đông Đông Nam để cắt ngang các con tàu đối phương. Hai mươi phút sau, Invincible bắt được bức điện vô tuyến từ Beatty cho biết nhìn thấy năm tàu chiến-tuần dương đối phương, và sau đó cho biết đang đụng độ với đối phương ở hướng Đông Nam. Lúc 16 giờ 06 phút, Hood ra lệnh mở hết tốc độ đi về phía Nam Đông Nam trong một cố gắng hội quân về phía Beatty; đến 16 giờ 56 phút, vẫn không thấy bóng dáng các tàu chiến Anh, Hood hỏi về hướng đi, vị trí và tốc độ của Beatty, nhưng không nhận được trả lời.
Hood tiếp tục hướng đi của mình cho đến 17 giờ 40 phút khi phát hiện ra ánh đạn pháo ở phía xa, và ông phái chiếc tàu tuần dương hạng nhẹ Chester dưới quyền đi trinh sát. Chester đụng độ với bốn tàu tuần dương hạng nhẹ Đức thuộc Đội Tuần tiễu 2 của Hipper, và bị đánh hư hại nặng cho đến khi lực lượng chính của Hood xuất hiện đánh đuổi các con tàu Đức tránh xa Chester. Đến 17 giờ 53 phút, Invincible nổ súng vào Wiesbaden, được hai chiếc cùng lớp tiếp nối hai phút sau đó. Các con tàu Đức quay mũi về phía Nam sau một đợt tấn công bằng ngư lôi không mang lại kết quả lúc 18 giờ 00, tìm cách lẩn tránh vào làn sương mù. Khi chúng quay mũi, Invincible đánh trúng vào phòng động cơ của Wiesbaden làm nó hỏng động lực, trong khi Inflexible bắn trúng một phát vào Pillau. Đội Tuần tiễu 2 Đức được hộ tống bởi tàu tuần dương hạng nhẹ Regensburg cùng 31 tàu khu trục thuộc các chi hạm đội 2 và 9 cùng nữa chi hạm đội 12, vốn đã lần lượt tấn công Hải đội Tàu chiến-Tuần dương 3 Anh. Chúng bị đánh đuổi bởi chiếc tàu tuần dương hạng nhẹ còn lại Canterbury và năm tàu khu trục theo hộ tống. Trong trận chiến lộn xộn diễn ra sau đó, phía Đức chỉ phóng được 12 quả ngư lôi, và đánh hỏng tàu khu trục Shark bằng hỏa lực pháo. Đã đổi hướng về phía Tây để tiếp cận với lực lượng của Beatty, những chiếc trong lớp Invincible đã phơi sườn ra trước các quả ngư lôi đang bắn tới; tuy nhiên, Invincible đã quay mũi lên phía Bắc còn Inflexible và Indomitable quay mũi về phía Nam nhằm thu hẹp mặt cắt đối với các quả ngư lôi. Tất cả các quả ngư lôi bắn ra đều bị trượt, cho dù một quả đã băng qua bên dưới Inflexible mà không kích nổ. Khi Invincible quay mũi lên phía Bắc, bánh lái của nó bị kẹt và nó phải dừng lại để sửa chữa, nhưng công việc này nhanh chóng hoàn tất và hải đội tái lập lại đội hình hướng sang phía Tây.
Đến 18 giờ 21 phút, với cả Beatty lẫn Hạm đội Grand đều hội quân về phía mình, Hood quay mũi về phía Nam dẫn đầu các tàu chiến của Beatty. Các tàu chiến-tuần dương Đức dưới quyền Hipper đang ở cách 9.000 thước Anh (8,2 km) và những chiếc lớp Invincible hầu như nổ súng ngay lập tức nhằm vào Lützow vốn là soái hạm của Hipper và Derfflinger. Indomitable bắn trúng Derfflinger ba lần và trúng Seydlitz một lần, trong khi Lützow nhanh chóng bị trúng mười phát đạn pháo từ Lion, Inflexible và Invincible, với hai phát từ Invincible trúng vào phía trước bên dưới mực nước mà cuối cùng đã kết liễu nó. Nhưng đến 18 giờ 30 phút, Invincible bất ngờ hiện ra như một mục tiêu rõ ràng trước mặt Lützow và Derfflinger. Hai chiếc tàu chiến-tuần dương Đức sau đó mỗi chiếc đã bắn ba loạt đạn pháo nhắm vào Invincible, đánh chìm nó trong vòng 90 giây. Một quả đạn pháo 305 mm (12-inch) từ loạt đạn pháo thứ ba đã đánh trúng tháp pháo ‘Q’ giữa tàu, làm kích nổ hầm đạn bên dưới, khiến con tàu bị nổ tung và vỡ làm đôi, làm thiệt mạng tất cả ngoại trừ sáu người trong tổng số thủy thủ đoàn gồm 1.032 sĩ quan và thủy thủ, kể cả Chuẩn đô đốc Hood.
Inflexible và Indomitable tiếp tục ở lại cùng với lực lượng của Beatty trong phần còn lại của trận chiến. Chúng đối đầu với những tàu chiến-tuần dương của Hipper ở khoảng cách chỉ có 10.000 thước Anh (9,1 km) khi mặt trời lặn lúc 20 giờ 19 phút, và đã nổ súng. Seydlitz bị đánh trúng năm lần trước khi các tàu chiến-tuần dương được các thiết giáp hạm tiền-dreadnought dưới quyền Chuẩn đô đốc Mauve giải cứu. Lực lượng Anh chuyển hỏa lực sang mối đe dọa từ các đối thủ mới, và ba thiết giáp hạm tiền-dreadnought Đức đã bị đánh trúng trước khi chúng chuyển hướng lẫn khuất vào bóng đêm.

### Các hoạt động sau cùng
Việc bị mất đến ba tàu chiến-tuần dương trong trận Jutland (hai chiếc khác cùng bị mất là Queen Mary và Indefatigable) đã khiến lực lượng này phải được tổ chức lại thành hai hải đội, với Inflexible và Indomitable nằm trong thành phần Hải đội Tàu chiến-tuần dương 2. Tuy nhiên, sau trận Jutland, không có trận hải chiến đáng kể nào khác dành cho những chiếc còn sống sót trong lớp Invincible ngoài những hoạt động tuần tra thường lệ. Đó là do chỉ thị của Kaiser Wilhelm II không cho phép các tàu chiến của ông tiến ra biển mà không nắm chắc thắng lợi. Hai quả ngư lôi phóng từ tàu ngầm Đức U-65 trong một chuyến tuần tra như vậy vào ngày 19 tháng 8 năm 1916 đã bị trượt về phía đuôi chiếc tàu chiến-tuần dương. Vào ngày 1 tháng 2 năm 1918, nó va chạm với tàu ngầm Anh K22 ngoài khơi đảo May nhưng chỉ bị thiệt hại nhẹ. Nó được bổ sung hai bệ phóng thủy phi cơ trên nóc các tháp pháo giữa tàu vào năm 1918. Vào ngày 21 tháng 11, Inflexible đã có mặt tại Scapa Flow khi Hạm đội Biển khơi Đức đầu hàng.
Việc chiến tranh kết thúc cũng đưa đến việc ngừng hoạt động nhiều tàu chiến cũ hơn, không riêng gì Inflexible. Nó được đưa về Hạm đội Dự bị vào tháng 1 năm 1919 trước khi được cho ngừng hoạt động vào ngày 31 tháng 3 năm 1920. Chile từng cân nhắc đến việc mua lại con tàu vào năm 1920, nhưng việc thương lượng đã không tiến triển. Nó bị bán để tháo dỡ vào ngày 1 tháng 12 năm 1921, và được tháo dỡ tại Đức trong năm tiếp theo. Đỉnh núi Inflexible trong dãy núi Canadian Rockies được đặt tên theo chiếc tàu chiến-tuần dương vào năm 1917.